# Takatori
Takatori (japanska: 高取町?, Takatori-chō) är en landskommun (köping) i Nara prefektur i Japan.  